# The Concealed
Albums de John Zorn
Music and Its Double
(2012) Lemma
(2013)
The Concealed, sous-titré Esoteric Secrets And Hidden Traditions Of The East, est un album de John Zorn joué par un groupe de musiciens dans lequel on reconnaît les membres du quartet Nova Express et des membres de Bar Kokhba. La première prestation mondiale de ce groupe a eu lieu à Victoriaville (Québec) le 18 mai 2012. Le groupe enregistrait cet album quelques jours plus tard. Musicalement, on se trouve dans la veine ésotérique de John Zorn, mais avec une saveur Masada par moments. En raison de la géométrie variable de l'ensemble, on pense à une version ésotérique de l'album Bar Kokhba (4 des musiciens de The Concealed étaient présents sur ce disque), avec solo (Friedlander, Medeski), trio (Medeski-Dunn-Baron ou Feldman-Friedlander-Dunn), quartet (façon Nova Express), ou le sextet au complet.

## Titres
| No  | Titre                               | Durée |
| --- | ----------------------------------- | ----- |
| 1.  | Persepolis                          | 4:03  |
| 2.  | Hidden Book                         | 2:57  |
| 3.  | Passage to Essentuki                | 3:45  |
| 4.  | Pathway of Fire                     | 4:02  |
| 5.  | Towards Kafiristan                  | 3:30  |
| 6.  | Kavanah                             | 5:03  |
| 7.  | Back to Bokhara                     | 5;25  |
| 8.  | Nahuriel                            | 4:28  |
| 9.  | Dervish                             | 6:33  |
| 10. | Way of the Sly Man                  | 3:50  |
| 11. | Amu Darya                           | 4:46  |
| 12. | Portrait of Moses Cordovero         | 5:37  |
| 13. | Visitation of the Night Angels      | 4:09  |
| 14. | Life is Real Only Then, When "I Am" | 4:32  |

## Personnel
- Joey Baron - batterie
- Trevor Dunn - contrebasse
- Mark Feldman - violon
- Erik Friedlander - violoncelle
- John Medeski - piano
- Kenny Wollesen - vibraphone